# Finale de la Coupe des clubs champions européens 1985-1986
La finale de la Coupe des clubs champions européens 1985-1986 est remportée par le Steaua Bucarest aux tirs au but contre le FC Barcelone. C'est le premier titre en C1 pour un club roumain, et plus généralement pour une formation d'un pays du bloc de l'Est.
Le quotidien sportif français L'Équipe titrera le lendemain : Le Steaua est rentré dans l'Histoire. Le gardien roumain Helmuth Duckadam aura la particularité d'avoir préservé son invincibilité durant toute la rencontre, et même pendant la séance des tirs au but, au cours de laquelle il arrêtera toutes les tentatives des tireurs catalans, en plongeant trois fois d'affilée à droite et une fois à gauche. Le libéro roumain Miodrag Belodedici aura été également un élément important dans la victoire de Bucarest.
Le dénouement de cette finale est considéré comme l'une des plus grosses surprises de la compétition. Le stade était pratiquement acquis à la cause du FC Barcelone dont les supporters avaient été très nombreux à faire le déplacement jusqu'à Séville.
Premiers joueurs de l'Est champions d'Europe, les footballeurs roumains toucheront une prime de victoire équivalente à sept années de salaire d'un haut fonctionnaire.

## Parcours des finalistes
Note : dans les résultats ci-dessous, le score du finaliste est toujours donné en premier (D : domicile ; E : extérieur).
| Steaua Bucarest | Steaua Bucarest | Steaua Bucarest | Steaua Bucarest |                     | FC Barcelone  | FC Barcelone    | FC Barcelone | FC Barcelone |
| --------------- | --------------- | --------------- | --------------- | ------------------- | ------------- | --------------- | ------------ | ------------ |
| Adversaire      | Total           | Aller           | Retour          | Tour                | Adversaire    | Total           | Aller        | Retour       |
| Vejle BK        | 5 - 2           | 1 - 1 (E)       | 4 - 1 (D)       | Premier tour        | Sparta Prague | 2E - 2          | 2 - 1 (E)    | 0 - 1 (D)    |
| Budapest Honvéd | 4 - 2           | 0 - 1 (E)       | 4 - 1 (D)       | Huitièmes de finale | FC Porto      | 3E - 3          | 2 - 0 (D)    | 1 - 3 (E)    |
| Kuusysi Lahti   | 1 - 0           | 0 - 0 (D)       | 1 - 0 (E)       | Quarts de finale    | Juventus FC   | 2 - 1           | 1 - 0 (D)    | 1 - 1 (E)    |
| RSC Anderlecht  | 3 - 1           | 0 - 1 (E)       | 3 - 0 (D)       | Demi-finales        | IFK Göteborg  | 3 - 3 5 - 4 tab | 3 - 0 (E)    | 0 - 3 ap (D) |

## Feuille de match
| 7 mai 1986 | Steaua Bucarest                     | 0 - 0 ap          | FC Barcelone                               | Stade Ramón-Sánchez-Pizjuán, Séville            |                                                 |
| 20:15 WEST |                                     | (0 - 0, 0 - 0)    |                                            | Spectateurs : 70 000 Arbitrage : Michel Vautrot | Spectateurs : 70 000 Arbitrage : Michel Vautrot |
| 20:15 WEST | Rapport                             |                   |                                            | Spectateurs : 70 000 Arbitrage : Michel Vautrot | Spectateurs : 70 000 Arbitrage : Michel Vautrot |
| 20:15 WEST | Majearu · Bölöni · Lăcătuș · Balint | Tirs au but 2 - 0 | Alexanko · Pedraza · Pichi Alonso · Marcos | Spectateurs : 70 000 Arbitrage : Michel Vautrot | Spectateurs : 70 000 Arbitrage : Michel Vautrot |

| Steaua | Barcelona |

| STEAUA BUCAREST: |    |                    |      |      |
|                  |    |                    |      |      |
| GB               | 1  | Helmuth Duckadam   |      |      |
| ArD              | 2  | Ștefan Iovan       |      |      |
| ArG              | 3  | Ilie Bărbulescu    | 107e |      |
| DC               | 4  | Adrian Bumbescu    | 21e  |      |
| ArG              | 5  | Lucian Bălan       |      | 72e  |
| DC               | 6  | Miodrag Belodedici |      |      |
| Att              | 7  | Marius Lăcătuș     | 26e  |      |
| MD               | 8  | Mihail Majearu     |      |      |
| Att              | 9  | Victor Pițurcă     |      | 111e |
| MG               | 10 | Gavril Balint      |      |      |
| Moff             | 11 | László Bölöni      | 31e  |      |
| Remplaçants :    |    |                    |      |      |
| Mil              | 13 | Anghel Iordănescu  |      | 72e  |
| Att              | 16 | Marin Radu         |      | 111e |
| Entraîneur :     |    |                    |      |      |
| Emeric Jenei     |    |                    |      |      |

| FC BARCELONE:  |    |                     |     |      |
|                |    |                     |     |      |
| GB             | 1  | Urruti              |     |      |
| Ard            | 2  | Gerardo             |     |      |
| DC             | 3  | Migueli             |     |      |
| ArG            | 4  | Julio Alberto       | 23e |      |
| Mdf            | 5  | Víctor Muñoz        |     |      |
| DC             | 6  | José Ramón Alexanko |     |      |
| Att            | 7  | Francisco Carrasco  | 21e |      |
| Moff           | 8  | Bernd Schuster      |     | 85e  |
| MD             | 9  | Ángel Pedraza       |     |      |
| Att            | 10 | Steve Archibald     |     | 100e |
| MG             | 11 | Marcos              |     |      |
| Remplaçants :  |    |                     |     |      |
| DC             | 14 | José Moratalla      |     | 85e  |
| Att            | 16 | Pichi Alonso        |     | 100e |
| Entraîneur :   |    |                     |     |      |
| Terry Venables |    |                     |     |      |